# Raquel Huertas
Raquel Huertas Soler   (nacida el 16 de julio de 1982 en Almería, Andalucía) es una jugadora de hockey sobre hierba española. Disputó los Juegos Olímpicos de Pekín 2008  con España, obteniendo un séptimo puesto. 

## Participaciones en Juegos Olímpicos
- Pekín 2008, puesto 7.